# Tour Down Under 2011
La 13ª edición del Tour Down Under (llamado: Santos Tour Down Under) se disputó entre el 18 y el 23 de enero de 2011 en Adelaida y sus alrededores, al sur de Australia. 
La prueba perteneció al circuito UCI WorldTour 2011, siendo la primera carrera de esa nueva competición que se estrenó ese año. 
Fue la última carrera profesional de Lance Armstrong fuera de Estados Unidos.
El ganador final fue Cameron Meyer, al obtener una ventaja suficiente en su victoria en la 4.ª etapa que los esprínters, entre otros Matthew Goss (segundo) y Ben Swift (tercero), no consiguieron remontar.

## Equipos participantes
Participaron los 18 equipos de categoría UCI ProTour (al ser obligada su participación); más una Selección de Australia (con corredores de equipos de los Circuitos Continentales UCI) bajo en nombre de UniSA-Australia, aunque en esta edición participaron dos corredores en ese momento amateurs y sin equipo como Luke Roberts y Jonathan Cantwell debido al fallido proyecto del Pegasus Sports. Formando así un pelotón de 133 ciclistas, con 7 corredores cada equipo, de los que acabaron 129. En el Cancer Council Helpline Classic el Rabobank salió sin Tom Leezer en este caso siendo un total 132 ciclistas de los que acabaron 131.
| ProTeams (18)- Ag2r La Mondiale - Astana - BMC Racing Team - Euskaltel-Euskadi - Garmin-Cervélo - HTC-Highroad - Katusha - Lampre-ISD - Leopard-Trek - Liquigas-Cannondale - Movistar Team - Omega Pharma-Lotto - Quick Step Cycling Team - Rabobank - Team RadioShack - Saxo Bank-Sungard - Sky ProCycling - Vacansoleil-DCM translation for headoftableIII_translate index 39 not found- UniSA-Australia |
| |

## Carrera de exhibición

### Cancer Council Helpline Classic, 16-01-2011:Adelaida(Rymill Park)-Adelaida(Rymill Park), 51 km
Dos días antes del comienzo del Tour Down Under se disputó una clásica de exhibición, no oficial de categoría .NE, en el Rymmil Park de Adelaida en favor de la lucha contra el cáncer y con los premios donados a las inundaciones de Queensland.
| Resultados de la carrera \| Posición \| Ciclista \| Equipo \| Tiempo \| \| -------- \| ------------- \| ------------ \| ---------- \| \| 1 \| Matthew Goss \| HTC-Highroad \| 1h 05' 12" \| \| 2 \| Mark Renshaw \| HTC-Highroad \| m.t. \| \| 3 \| Robbie McEwen \| RadioShack \| m.t. \| |               |              |            |
| Posición | Ciclista      | Equipo       | Tiempo     |
| 1 | Matthew Goss  | HTC-Highroad | 1h 05' 12" |
| 2 | Mark Renshaw  | HTC-Highroad | m.t.       |
| 3 | Robbie McEwen | RadioShack   | m.t.       |

## Recorrido
El Tour Down Under dispuso de seis etapas para un recorrido total de 758 kilómetros, donde se contempla en las cinco primeras etapas algunas dificultades en varios puntos de la carrera. La etapa seis marca el final de la carrera con un circuito urbano por los alrededores del centro de Adelaida.
| Etapa     | Fecha     | Recorrido               | type            | Distancia (km) | Ganador          | Líder         |
| --------- | --------- | ----------------------- | --------------- | -------------- | ---------------- | ------------- |
| 1.ª etapa | 18 de ene | Mawson Lakes – Angaston | etapa llana     | 138            | Matthew Goss     | Matthew Goss  |
| 2.ª etapa | 19 de ene | Tailem Bend – Mannum    | etapa llana     | 146            | Benjamin Swift   | Robbie McEwen |
| 3.ª etapa | 20 de ene | Unley – Stirling        | etapa llana     | 128            | Michael Matthews | Matthew Goss  |
| 4.ª etapa | 21 de ene | Norwood – Goolwa        | etapa escarpada | 124            | Cameron Meyer    | Cameron Meyer |
| 5.ª etapa | 22 de ene | McLaren Vale – Willunga | etapa escarpada | 131            | Fran Ventoso     | Cameron Meyer |
| 6.ª etapa | 23 de ene | Adelaida – Adelaida     | etapa llana     | 90             | Benjamin Swift   | Cameron Meyer |

## Etapas

### Etapa 1
| Mawson Lakes - Angaston | etapa llana | (138 km) |

| \| Clasificación de la etapa \| Clasificación de la etapa \| Clasificación de la etapa \| Clasificación de la etapa \| Clasificación de la etapa \| \| Ciclista \| Ciclista \| Equipo \| Tiempo \| \| \| ------------------------- \| ------------------------- \| ------------------------- \| ------------------------- \| ------------------------- \| \| 1.º \| Matthew Goss \| HTC-Highroad \| 3 h 17 min 08 s \| \| \| 2.º \| André Greipel \| Omega Pharma-Lotto \| + 0 s \| \| \| 3.º \| Robbie McEwen \| Team RadioShack \| + 0 s \| \| \| 4.º \| Christopher Sutton \| Team Sky \| + 0 s \| \| \| 5.º \| Elia Viviani \| Liquigas-Cannondale \| + 0 s \| \| \| 6.º \| Romain Feillu \| Vacansoleil-DCM \| + 0 s \| \| \| 7.º \| Alessandro Ballan \| BMC Racing Team \| + 0 s \| \| \| 8.º \| Iñaki Isasi \| Euskaltel-Euskadi \| + 0 s \| \| \| 9.º \| José Joaquín Rojas \| Movistar Team \| + 0 s \| \| \| 10.º \| Gregory Henderson \| Team Sky \| + 0 s \| \| |                    |                     |                 |
| |                    |                     |                 |
| |                    |                     |                 |
| Clasificación de la etapa |                    |                     |                 |
| Ciclista | Ciclista           | Equipo              | Tiempo          |
| 1.º | Matthew Goss       | HTC-Highroad        | 3 h 17 min 08 s |
| 2.º | André Greipel      | Omega Pharma-Lotto  | + 0 s           |
| 3.º | Robbie McEwen      | Team RadioShack     | + 0 s           |
| 4.º | Christopher Sutton | Team Sky            | + 0 s           |
| 5.º | Elia Viviani       | Liquigas-Cannondale | + 0 s           |
| 6.º | Romain Feillu      | Vacansoleil-DCM     | + 0 s           |
| 7.º | Alessandro Ballan  | BMC Racing Team     | + 0 s           |
| 8.º | Iñaki Isasi        | Euskaltel-Euskadi   | + 0 s           |
| 9.º | José Joaquín Rojas | Movistar Team       | + 0 s           |
| 10.º | Gregory Henderson  | Team Sky            | + 0 s           |

| \| Clasificación general \| Clasificación general \| Clasificación general \| Clasificación general \| Clasificación general \| \| Ciclista \| Ciclista \| Equipo \| Tiempo \| \| \| --------------------- \| --------------------- \| --------------------- \| --------------------- \| --------------------- \| \| 1.º \| Matthew Goss \| HTC-Highroad \| 3 h 16 min 58 s \| \| \| 2.º \| André Greipel \| Omega Pharma-Lotto \| + 4 s \| \| \| 3.º \| Robbie McEwen \| Team RadioShack \| + 6 s \| \| \| 4.º \| Mitchell Docker \| UniSA-Australia \| + 7 s \| \| \| 5.º \| Mathieu Perget \| AG2R La Mondiale \| + 7 s \| \| \| 6.º \| Simon Clarke \| Astana \| + 7 s \| \| \| 7.º \| Miguel Mínguez \| Euskaltel-Euskadi \| + 7 s \| \| \| 8.º \| Christopher Sutton \| Team Sky \| + 10 s \| \| \| 9.º \| Elia Viviani \| Liquigas-Cannondale \| + 10 s \| \| \| 10.º \| Romain Feillu \| Vacansoleil-DCM \| + 10 s \| \| |                    |                     |                 |
| |                    |                     |                 |
| |                    |                     |                 |
| Clasificación general |                    |                     |                 |
| Ciclista | Ciclista           | Equipo              | Tiempo          |
| 1.º | Matthew Goss       | HTC-Highroad        | 3 h 16 min 58 s |
| 2.º | André Greipel      | Omega Pharma-Lotto  | + 4 s           |
| 3.º | Robbie McEwen      | Team RadioShack     | + 6 s           |
| 4.º | Mitchell Docker    | UniSA-Australia     | + 7 s           |
| 5.º | Mathieu Perget     | AG2R La Mondiale    | + 7 s           |
| 6.º | Simon Clarke       | Astana              | + 7 s           |
| 7.º | Miguel Mínguez     | Euskaltel-Euskadi   | + 7 s           |
| 8.º | Christopher Sutton | Team Sky            | + 10 s          |
| 9.º | Elia Viviani       | Liquigas-Cannondale | + 10 s          |
| 10.º | Romain Feillu      | Vacansoleil-DCM     | + 10 s          |

### Etapa 2
| Tailem Bend - Mannum | etapa llana | (146 km) |

| \| Clasificación de la etapa \| Clasificación de la etapa \| Clasificación de la etapa \| Clasificación de la etapa \| Clasificación de la etapa \| \| Ciclista \| Ciclista \| Equipo \| Tiempo \| \| \| ------------------------- \| ------------------------- \| ------------------------- \| ------------------------- \| ------------------------- \| \| 1.º \| Benjamin Swift \| Team Sky \| 3 h 27 min 44 s \| \| \| 2.º \| Robbie McEwen \| Team RadioShack \| + 0 s \| \| \| 3.º \| Graeme Brown \| Rabobank \| + 0 s \| \| \| 4.º \| Romain Feillu \| Vacansoleil-DCM \| + 0 s \| \| \| 5.º \| Jürgen Roelandts \| Omega Pharma-Lotto \| + 0 s \| \| \| 6.º \| Francesco Chicchi \| Quick Step \| + 0 s \| \| \| 7.º \| Michael Matthews \| Rabobank \| + 0 s \| \| \| 8.º \| Denís Galimziánov \| Katusha \| + 0 s \| \| \| 9.º \| Fran Ventoso \| Movistar Team \| + 0 s \| \| \| 10.º \| Allan Davis \| Astana \| + 0 s \| \| |                   |                    |                 |
| |                   |                    |                 |
| |                   |                    |                 |
| Clasificación de la etapa |                   |                    |                 |
| Ciclista | Ciclista          | Equipo             | Tiempo          |
| 1.º | Benjamin Swift    | Team Sky           | 3 h 27 min 44 s |
| 2.º | Robbie McEwen     | Team RadioShack    | + 0 s           |
| 3.º | Graeme Brown      | Rabobank           | + 0 s           |
| 4.º | Romain Feillu     | Vacansoleil-DCM    | + 0 s           |
| 5.º | Jürgen Roelandts  | Omega Pharma-Lotto | + 0 s           |
| 6.º | Francesco Chicchi | Quick Step         | + 0 s           |
| 7.º | Michael Matthews  | Rabobank           | + 0 s           |
| 8.º | Denís Galimziánov | Katusha            | + 0 s           |
| 9.º | Fran Ventoso      | Movistar Team      | + 0 s           |
| 10.º | Allan Davis       | Astana             | + 0 s           |

| \| Clasificación general \| Clasificación general \| Clasificación general \| Clasificación general \| Clasificación general \| \| Ciclista \| Ciclista \| Equipo \| Tiempo \| \| \| --------------------- \| --------------------- \| --------------------- \| --------------------- \| --------------------- \| \| 1.º \| Robbie McEwen \| Team RadioShack \| 6 h 44 min 42 s \| \| \| 2.º \| Matthew Goss \| HTC-Highroad \| + 0 s \| \| \| 3.º \| Benjamin Swift \| Team Sky \| + 0 s \| \| \| 4.º \| André Greipel \| Omega Pharma-Lotto \| + 4 s \| \| \| 5.º \| Mitchell Docker \| UniSA-Australia \| + 4 s \| \| \| 6.º \| Graeme Brown \| Rabobank \| + 6 s \| \| \| 7.º \| David Tanner \| Saxo Bank-Sungard \| + 6 s \| \| \| 8.º \| Mathieu Perget \| AG2R La Mondiale \| + 7 s \| \| \| 9.º \| Miguel Mínguez \| Euskaltel-Euskadi \| + 7 s \| \| \| 10.º \| Simon Zahner \| BMC Racing Team \| + 7 s \| \| |                 |                    |                 |
| |                 |                    |                 |
| |                 |                    |                 |
| Clasificación general |                 |                    |                 |
| Ciclista | Ciclista        | Equipo             | Tiempo          |
| 1.º | Robbie McEwen   | Team RadioShack    | 6 h 44 min 42 s |
| 2.º | Matthew Goss    | HTC-Highroad       | + 0 s           |
| 3.º | Benjamin Swift  | Team Sky           | + 0 s           |
| 4.º | André Greipel   | Omega Pharma-Lotto | + 4 s           |
| 5.º | Mitchell Docker | UniSA-Australia    | + 4 s           |
| 6.º | Graeme Brown    | Rabobank           | + 6 s           |
| 7.º | David Tanner    | Saxo Bank-Sungard  | + 6 s           |
| 8.º | Mathieu Perget  | AG2R La Mondiale   | + 7 s           |
| 9.º | Miguel Mínguez  | Euskaltel-Euskadi  | + 7 s           |
| 10.º | Simon Zahner    | BMC Racing Team    | + 7 s           |

### Etapa 3
| Unley - Stirling | etapa llana | (128 km) |

| \| Clasificación de la etapa \| Clasificación de la etapa \| Clasificación de la etapa \| Clasificación de la etapa \| Clasificación de la etapa \| \| Ciclista \| Ciclista \| Equipo \| Tiempo \| \| \| ------------------------- \| ------------------------- \| ------------------------- \| ------------------------- \| ------------------------- \| \| 1.º \| Michael Matthews \| Rabobank \| 3 h 11 min 47 s \| \| \| 2.º \| André Greipel \| Omega Pharma-Lotto \| + 0 s \| \| \| 3.º \| Matthew Goss \| HTC-Highroad \| + 0 s \| \| \| 4.º \| Simon Gerrans \| Team Sky \| + 0 s \| \| \| 5.º \| Luke Roberts \| UniSA-Australia \| + 0 s \| \| \| 6.º \| Fran Ventoso \| Movistar Team \| + 0 s \| \| \| 7.º \| Gorka Izagirre \| Euskaltel-Euskadi \| + 0 s \| \| \| 8.º \| Allan Davis \| Astana \| + 0 s \| \| \| 9.º \| Blel Kadri \| AG2R La Mondiale \| + 0 s \| \| \| 10.º \| Simone Ponzi \| Liquigas-Cannondale \| + 0 s \| \| |                  |                     |                 |
| |                  |                     |                 |
| |                  |                     |                 |
| Clasificación de la etapa |                  |                     |                 |
| Ciclista | Ciclista         | Equipo              | Tiempo          |
| 1.º | Michael Matthews | Rabobank            | 3 h 11 min 47 s |
| 2.º | André Greipel    | Omega Pharma-Lotto  | + 0 s           |
| 3.º | Matthew Goss     | HTC-Highroad        | + 0 s           |
| 4.º | Simon Gerrans    | Team Sky            | + 0 s           |
| 5.º | Luke Roberts     | UniSA-Australia     | + 0 s           |
| 6.º | Fran Ventoso     | Movistar Team       | + 0 s           |
| 7.º | Gorka Izagirre   | Euskaltel-Euskadi   | + 0 s           |
| 8.º | Allan Davis      | Astana              | + 0 s           |
| 9.º | Blel Kadri       | AG2R La Mondiale    | + 0 s           |
| 10.º | Simone Ponzi     | Liquigas-Cannondale | + 0 s           |

| \| Clasificación general \| Clasificación general \| Clasificación general \| Clasificación general \| Clasificación general \| \| Ciclista \| Ciclista \| Equipo \| Tiempo \| \| \| --------------------- \| --------------------- \| --------------------- \| --------------------- \| --------------------- \| \| 1.º \| Matthew Goss \| HTC-Highroad \| 9 h 56 min 25 s \| \| \| 2.º \| André Greipel \| Omega Pharma-Lotto \| + 2 s \| \| \| 3.º \| Robbie McEwen \| Team RadioShack \| + 4 s \| \| \| 4.º \| Michael Matthews \| Rabobank \| + 4 s \| \| \| 5.º \| Benjamin Swift \| Team Sky \| + 4 s \| \| \| 6.º \| Allan Davis \| Astana \| + 14 s \| \| \| 7.º \| Fran Ventoso \| Movistar Team \| + 14 s \| \| \| 8.º \| Manuele Mori \| Lampre-ISD \| + 14 s \| \| \| 9.º \| Alessandro Ballan \| BMC Racing Team \| + 14 s \| \| \| 10.º \| Gregory Henderson \| Team Sky \| + 14 s \| \| |                   |                    |                 |
| |                   |                    |                 |
| |                   |                    |                 |
| Clasificación general |                   |                    |                 |
| Ciclista | Ciclista          | Equipo             | Tiempo          |
| 1.º | Matthew Goss      | HTC-Highroad       | 9 h 56 min 25 s |
| 2.º | André Greipel     | Omega Pharma-Lotto | + 2 s           |
| 3.º | Robbie McEwen     | Team RadioShack    | + 4 s           |
| 4.º | Michael Matthews  | Rabobank           | + 4 s           |
| 5.º | Benjamin Swift    | Team Sky           | + 4 s           |
| 6.º | Allan Davis       | Astana             | + 14 s          |
| 7.º | Fran Ventoso      | Movistar Team      | + 14 s          |
| 8.º | Manuele Mori      | Lampre-ISD         | + 14 s          |
| 9.º | Alessandro Ballan | BMC Racing Team    | + 14 s          |
| 10.º | Gregory Henderson | Team Sky           | + 14 s          |

### Etapa 4
| Norwood - Goolwa | etapa escarpada | (124 km) |

| \| Clasificación de la etapa \| Clasificación de la etapa \| Clasificación de la etapa \| Clasificación de la etapa \| Clasificación de la etapa \| \| Ciclista \| Ciclista \| Equipo \| Tiempo \| \| \| ------------------------- \| ------------------------- \| ------------------------- \| ------------------------- \| ------------------------- \| \| 1.º \| Cameron Meyer \| Garmin-Cervélo \| 2 h 57 min 55 s \| \| \| 2.º \| Thomas de Gendt \| Vacansoleil-DCM \| + 0 s \| \| \| 3.º \| Laurens ten Dam \| Rabobank \| + 3 s \| \| \| 4.º \| Matthew Wilson \| Garmin-Cervélo \| + 10 s \| \| \| 5.º \| Matthew Goss \| HTC-Highroad \| + 24 s \| \| \| 6.º \| José Joaquín Rojas \| Movistar Team \| + 24 s \| \| \| 7.º \| Benjamin Swift \| Team Sky \| + 24 s \| \| \| 8.º \| Jürgen Roelandts \| Omega Pharma-Lotto \| + 24 s \| \| \| 9.º \| Nikolái Trusov \| Katusha \| + 24 s \| \| \| 10.º \| Romain Feillu \| Vacansoleil-DCM \| + 24 s \| \| |                    |                    |                 |
| |                    |                    |                 |
| |                    |                    |                 |
| Clasificación de la etapa |                    |                    |                 |
| Ciclista | Ciclista           | Equipo             | Tiempo          |
| 1.º | Cameron Meyer      | Garmin-Cervélo     | 2 h 57 min 55 s |
| 2.º | Thomas de Gendt    | Vacansoleil-DCM    | + 0 s           |
| 3.º | Laurens ten Dam    | Rabobank           | + 3 s           |
| 4.º | Matthew Wilson     | Garmin-Cervélo     | + 10 s          |
| 5.º | Matthew Goss       | HTC-Highroad       | + 24 s          |
| 6.º | José Joaquín Rojas | Movistar Team      | + 24 s          |
| 7.º | Benjamin Swift     | Team Sky           | + 24 s          |
| 8.º | Jürgen Roelandts   | Omega Pharma-Lotto | + 24 s          |
| 9.º | Nikolái Trusov     | Katusha            | + 24 s          |
| 10.º | Romain Feillu      | Vacansoleil-DCM    | + 24 s          |

| \| Clasificación general \| Clasificación general \| Clasificación general \| Clasificación general \| Clasificación general \| \| Ciclista \| Ciclista \| Equipo \| Tiempo \| \| \| --------------------- \| --------------------- \| --------------------- \| --------------------- \| --------------------- \| \| 1.º \| Cameron Meyer \| Garmin-Cervélo \| 12 h 54 min 30 s \| \| \| 2.º \| Laurens ten Dam \| Rabobank \| + 10 s \| \| \| 3.º \| Matthew Goss \| HTC-Highroad \| + 12 s \| \| \| 4.º \| Robbie McEwen \| Team RadioShack \| + 15 s \| \| \| 5.º \| André Greipel \| Omega Pharma-Lotto \| + 16 s \| \| \| 6.º \| Michael Matthews \| Rabobank \| + 18 s \| \| \| 7.º \| Benjamin Swift \| Team Sky \| + 18 s \| \| \| 8.º \| Blel Kadri \| AG2R La Mondiale \| + 26 s \| \| \| 9.º \| Fran Ventoso \| Movistar Team \| + 27 s \| \| \| 10.º \| Allan Davis \| Astana \| + 28 s \| \| |                  |                    |                  |
| |                  |                    |                  |
| |                  |                    |                  |
| Clasificación general |                  |                    |                  |
| Ciclista | Ciclista         | Equipo             | Tiempo           |
| 1.º | Cameron Meyer    | Garmin-Cervélo     | 12 h 54 min 30 s |
| 2.º | Laurens ten Dam  | Rabobank           | + 10 s           |
| 3.º | Matthew Goss     | HTC-Highroad       | + 12 s           |
| 4.º | Robbie McEwen    | Team RadioShack    | + 15 s           |
| 5.º | André Greipel    | Omega Pharma-Lotto | + 16 s           |
| 6.º | Michael Matthews | Rabobank           | + 18 s           |
| 7.º | Benjamin Swift   | Team Sky           | + 18 s           |
| 8.º | Blel Kadri       | AG2R La Mondiale   | + 26 s           |
| 9.º | Fran Ventoso     | Movistar Team      | + 27 s           |
| 10.º | Allan Davis      | Astana             | + 28 s           |

### Etapa 5
| McLaren Vale - Willunga | etapa escarpada | (131 km) |

| \| Clasificación de la etapa \| Clasificación de la etapa \| Clasificación de la etapa \| Clasificación de la etapa \| Clasificación de la etapa \| \| Ciclista \| Ciclista \| Equipo \| Tiempo \| \| \| ------------------------- \| ------------------------- \| ------------------------- \| ------------------------- \| ------------------------- \| \| 1.º \| Fran Ventoso \| Movistar Team \| 3 h 06 min 10 s \| \| \| 2.º \| Michael Matthews \| Rabobank \| + 0 s \| \| \| 3.º \| Matthew Goss \| HTC-Highroad \| + 0 s \| \| \| 4.º \| José Joaquín Rojas \| Movistar Team \| + 0 s \| \| \| 5.º \| Luke Roberts \| UniSA-Australia \| + 0 s \| \| \| 6.º \| Robert Hunter \| Team RadioShack \| + 0 s \| \| \| 7.º \| Blel Kadri \| AG2R La Mondiale \| + 0 s \| \| \| 8.º \| Alessandro Ballan \| BMC Racing Team \| + 0 s \| \| \| 9.º \| Ben Hermans \| Team RadioShack \| + 0 s \| \| \| 10.º \| Benjamin Swift \| Team Sky \| + 0 s \| \| |                    |                  |                 |
| |                    |                  |                 |
| |                    |                  |                 |
| Clasificación de la etapa |                    |                  |                 |
| Ciclista | Ciclista           | Equipo           | Tiempo          |
| 1.º | Fran Ventoso       | Movistar Team    | 3 h 06 min 10 s |
| 2.º | Michael Matthews   | Rabobank         | + 0 s           |
| 3.º | Matthew Goss       | HTC-Highroad     | + 0 s           |
| 4.º | José Joaquín Rojas | Movistar Team    | + 0 s           |
| 5.º | Luke Roberts       | UniSA-Australia  | + 0 s           |
| 6.º | Robert Hunter      | Team RadioShack  | + 0 s           |
| 7.º | Blel Kadri         | AG2R La Mondiale | + 0 s           |
| 8.º | Alessandro Ballan  | BMC Racing Team  | + 0 s           |
| 9.º | Ben Hermans        | Team RadioShack  | + 0 s           |
| 10.º | Benjamin Swift     | Team Sky         | + 0 s           |

| \| Clasificación general \| Clasificación general \| Clasificación general \| Clasificación general \| Clasificación general \| \| Ciclista \| Ciclista \| Equipo \| Tiempo \| \| \| --------------------- \| --------------------- \| --------------------- \| --------------------- \| --------------------- \| \| 1.º \| Cameron Meyer \| Garmin-Cervélo \| 16 h 00 min 40 s \| \| \| 2.º \| Matthew Goss \| HTC-Highroad \| + 8 s \| \| \| 3.º \| Laurens ten Dam \| Rabobank \| + 10 s \| \| \| 4.º \| Michael Matthews \| Rabobank \| + 12 s \| \| \| 5.º \| Fran Ventoso \| Movistar Team \| + 17 s \| \| \| 6.º \| Benjamin Swift \| Team Sky \| + 18 s \| \| \| 7.º \| Blel Kadri \| AG2R La Mondiale \| + 26 s \| \| \| 8.º \| André Greipel \| Omega Pharma-Lotto \| + 27 s \| \| \| 9.º \| Allan Davis \| Astana \| + 28 s \| \| \| 10.º \| Luke Roberts \| UniSA-Australia \| + 28 s \| \| |                  |                    |                  |
| |                  |                    |                  |
| |                  |                    |                  |
| Clasificación general |                  |                    |                  |
| Ciclista | Ciclista         | Equipo             | Tiempo           |
| 1.º | Cameron Meyer    | Garmin-Cervélo     | 16 h 00 min 40 s |
| 2.º | Matthew Goss     | HTC-Highroad       | + 8 s            |
| 3.º | Laurens ten Dam  | Rabobank           | + 10 s           |
| 4.º | Michael Matthews | Rabobank           | + 12 s           |
| 5.º | Fran Ventoso     | Movistar Team      | + 17 s           |
| 6.º | Benjamin Swift   | Team Sky           | + 18 s           |
| 7.º | Blel Kadri       | AG2R La Mondiale   | + 26 s           |
| 8.º | André Greipel    | Omega Pharma-Lotto | + 27 s           |
| 9.º | Allan Davis      | Astana             | + 28 s           |
| 10.º | Luke Roberts     | UniSA-Australia    | + 28 s           |

### Etapa 6
| Adelaida - Adelaida | etapa llana | (90 km) |

| \| Clasificación de la etapa \| Clasificación de la etapa \| Clasificación de la etapa \| Clasificación de la etapa \| Clasificación de la etapa \| \| Ciclista \| Ciclista \| Equipo \| Tiempo \| \| \| ------------------------- \| ------------------------- \| ------------------------- \| ------------------------- \| ------------------------- \| \| 1.º \| Benjamin Swift \| Team Sky \| 1 h 53 min 47 s \| \| \| 2.º \| Gregory Henderson \| Team Sky \| + 0 s \| \| \| 3.º \| Matthew Goss \| HTC-Highroad \| + 0 s \| \| \| 4.º \| Robbie McEwen \| Team RadioShack \| + 0 s \| \| \| 5.º \| Juan José Haedo \| Saxo Bank-Sungard \| + 0 s \| \| \| 6.º \| Allan Davis \| Astana \| + 0 s \| \| \| 7.º \| André Greipel \| Omega Pharma-Lotto \| + 0 s \| \| \| 8.º \| Romain Feillu \| Vacansoleil-DCM \| + 0 s \| \| \| 9.º \| Davide Vigano \| Leopard-Trek \| + 0 s \| \| \| 10.º \| Jonathan Cantwell \| V Australia \| + 0 s \| \| |                   |                    |                 |
| |                   |                    |                 |
| |                   |                    |                 |
| Clasificación de la etapa |                   |                    |                 |
| Ciclista | Ciclista          | Equipo             | Tiempo          |
| 1.º | Benjamin Swift    | Team Sky           | 1 h 53 min 47 s |
| 2.º | Gregory Henderson | Team Sky           | + 0 s           |
| 3.º | Matthew Goss      | HTC-Highroad       | + 0 s           |
| 4.º | Robbie McEwen     | Team RadioShack    | + 0 s           |
| 5.º | Juan José Haedo   | Saxo Bank-Sungard  | + 0 s           |
| 6.º | Allan Davis       | Astana             | + 0 s           |
| 7.º | André Greipel     | Omega Pharma-Lotto | + 0 s           |
| 8.º | Romain Feillu     | Vacansoleil-DCM    | + 0 s           |
| 9.º | Davide Vigano     | Leopard-Trek       | + 0 s           |
| 10.º | Jonathan Cantwell | V Australia        | + 0 s           |

| \| Clasificación general \| Clasificación general \| Clasificación general \| Clasificación general \| Clasificación general \| \| Ciclista \| Ciclista \| Equipo \| Tiempo \| \| \| --------------------- \| --------------------- \| --------------------- \| --------------------- \| --------------------- \| \| 1.º \| Cameron Meyer \| Garmin-Cervélo \| 17 h 54 min 27 s \| \| \| 2.º \| Matthew Goss \| HTC-Highroad \| + 2 s \| \| \| 3.º \| Benjamin Swift \| Team Sky \| + 8 s \| \| \| 4.º \| Michael Matthews \| Rabobank \| + 9 s \| \| \| 5.º \| Laurens ten Dam \| Rabobank \| + 10 s \| \| \| 6.º \| Fran Ventoso \| Movistar Team \| + 17 s \| \| \| 7.º \| André Greipel \| Omega Pharma-Lotto \| + 26 s \| \| \| 8.º \| Blel Kadri \| AG2R La Mondiale \| + 26 s \| \| \| 9.º \| Allan Davis \| Astana \| + 27 s \| \| \| 10.º \| Luke Roberts \| UniSA-Australia \| + 28 s \| \| |                  |                    |                  |
| |                  |                    |                  |
| |                  |                    |                  |
| Clasificación general |                  |                    |                  |
| Ciclista | Ciclista         | Equipo             | Tiempo           |
| 1.º | Cameron Meyer    | Garmin-Cervélo     | 17 h 54 min 27 s |
| 2.º | Matthew Goss     | HTC-Highroad       | + 2 s            |
| 3.º | Benjamin Swift   | Team Sky           | + 8 s            |
| 4.º | Michael Matthews | Rabobank           | + 9 s            |
| 5.º | Laurens ten Dam  | Rabobank           | + 10 s           |
| 6.º | Fran Ventoso     | Movistar Team      | + 17 s           |
| 7.º | André Greipel    | Omega Pharma-Lotto | + 26 s           |
| 8.º | Blel Kadri       | AG2R La Mondiale   | + 26 s           |
| 9.º | Allan Davis      | Astana             | + 27 s           |
| 10.º | Luke Roberts     | UniSA-Australia    | + 28 s           |

## Clasificaciones finales

### Clasificación general
| \| Clasificación general \| Clasificación general \| Clasificación general \| Clasificación general \| Clasificación general \| \| Ciclista \| Ciclista \| Equipo \| Tiempo \| \| \| --------------------- \| --------------------- \| --------------------- \| --------------------- \| --------------------- \| \| 1.º \| Cameron Meyer \| Garmin-Cervélo \| 17 h 54 min 27 s \| \| \| 2.º \| Matthew Goss \| HTC-Highroad \| + 2 s \| \| \| 3.º \| Benjamin Swift \| Team Sky \| + 8 s \| \| \| 4.º \| Michael Matthews \| Rabobank \| + 9 s \| \| \| 5.º \| Laurens ten Dam \| Rabobank \| + 10 s \| \| \| 6.º \| Fran Ventoso \| Movistar Team \| + 17 s \| \| \| 7.º \| André Greipel \| Omega Pharma-Lotto \| + 26 s \| \| \| 8.º \| Blel Kadri \| AG2R La Mondiale \| + 26 s \| \| \| 9.º \| Allan Davis \| Astana \| + 27 s \| \| \| 10.º \| Luke Roberts \| UniSA-Australia \| + 28 s \| \| |                  |                    |                  |
| |                  |                    |                  |
| Fuente: ProCyclingStats |                  |                    |                  |
| Clasificación general |                  |                    |                  |
| Ciclista | Ciclista         | Equipo             | Tiempo           |
| 1.º | Cameron Meyer    | Garmin-Cervélo     | 17 h 54 min 27 s |
| 2.º | Matthew Goss     | HTC-Highroad       | + 2 s            |
| 3.º | Benjamin Swift   | Team Sky           | + 8 s            |
| 4.º | Michael Matthews | Rabobank           | + 9 s            |
| 5.º | Laurens ten Dam  | Rabobank           | + 10 s           |
| 6.º | Fran Ventoso     | Movistar Team      | + 17 s           |
| 7.º | André Greipel    | Omega Pharma-Lotto | + 26 s           |
| 8.º | Blel Kadri       | AG2R La Mondiale   | + 26 s           |
| 9.º | Allan Davis      | Astana             | + 27 s           |
| 10.º | Luke Roberts     | UniSA-Australia    | + 28 s           |

### Clasificación de la montaña
| Clasificación de la montaña | Clasificación de la montaña | Clasificación de la montaña | Clasificación de la montaña | Clasificación de la montaña |
| Ciclista                    | Ciclista                    | Equipo                      | Puntos                      |                             |
| --------------------------- | --------------------------- | --------------------------- | --------------------------- | --------------------------- |
| 1.º                         | Luke Roberts                | UniSA-Australia             | 60 pts                      |                             |
| 2.º                         | Ben Hermans                 | Team RadioShack             | 36 pts                      |                             |
| 3.º                         | Mitchell Docker             | UniSA-Australia             | 32 pts                      |                             |

### Clasificación de las metas volantes
| Clasificación por puntos | Clasificación por puntos | Clasificación por puntos | Clasificación por puntos | Clasificación por puntos |
| Ciclista                 | Ciclista                 | Equipo                   | Puntos                   |                          |
| ------------------------ | ------------------------ | ------------------------ | ------------------------ | ------------------------ |
| 1.º                      | Matthew Goss             | HTC-Highroad             | 28 pts                   |                          |
| 2.º                      | Michael Matthews         | Rabobank                 | 20 pts                   |                          |
| 3.º                      | Thomas de Gendt          | Vacansoleil-DCM          | 20 pts                   |                          |

### Clasificación de los jóvenes
| Clasificación del mejor joven | Clasificación del mejor joven | Clasificación del mejor joven | Clasificación del mejor joven | Clasificación del mejor joven |
| Ciclista                      | Ciclista                      | Equipo                        | Tiempo                        |                               |
| ----------------------------- | ----------------------------- | ----------------------------- | ----------------------------- | ----------------------------- |
| 1.º                           | Cameron Meyer                 | Garmin-Cervélo                | 17 h 54 min 27 s              |                               |
| 2.º                           | Matthew Goss                  | HTC-Highroad                  | + 8 s                         |                               |
| 3.º                           | Benjamin Swift                | Team Sky                      | + 9 s                         |                               |

### Clasificación por equipos
| Clasificación por equipos | Clasificación por equipos | Clasificación por equipos | Clasificación por equipos |
| Equipo                    | Equipo                    | Tiempo                    |                           |
| ------------------------- | ------------------------- | ------------------------- | ------------------------- |
| 1.º                       | Movistar Team             | 53 h 53 min 26 s          |                           |
| 2.º                       | Vacansoleil-DCM           | + 8 s                     |                           |
| 3.º                       | Ag2r La Mondiale          | + 25 s                    |                           |

## Evolución de las clasificaciones
| Etapa (Vencedor)              | Clasificación general | Clasificación de la montaña | Clasificación de los sprints | Clasificación de los jóvenes | Clasificación por equipos | Trofeo del más agresivo |
| ----------------------------- | --------------------- | --------------------------- | ---------------------------- | ---------------------------- | ------------------------- | ----------------------- |
| 1.ª etapa (Matthew Goss)      | Matthew Goss          | Luke Roberts                | Matthew Goss                 | Matthew Goss                 | Sky                       | Simon Clarke            |
| 2.ª etapa (Ben Swift)         | Robbie McEwen         | Luke Roberts                | Mitchell Docker              | Matthew Goss                 | Sky                       | Yuriy Krivtsov          |
| 3.ª etapa (Michael Matthews)  | Matthew Goss          | Luke Roberts                | Matthew Goss                 | Matthew Goss                 | Sky                       | Luke Durbridge          |
| 4.ª etapa (Cameron Meyer)     | Cameron Meyer         | Luke Roberts                | Thomas De Gendt              | Cameron Meyer                | Garmin-Cervélo            | Thomas De Gendt         |
| 5.ª etapa (Francisco Ventoso) | Cameron Meyer         | Luke Roberts                | Matthew Goss                 | Cameron Meyer                | Movistar                  | Richie Porte            |
| 6.ª etapa (Ben Swift)         | Cameron Meyer         | Luke Roberts                | Matthew Goss                 | Cameron Meyer                | Movistar                  | Stuart O'Grady          |
| Final                         | Cameron Meyer         | Luke Roberts                | Matthew Goss                 | Cameron Meyer                | Movistar                  | no se entregó           |